# María Nicolasa Jacinta
María Nicolasa Jacinta es un personaje a la vez mítico e histórico que aparece con frecuencia en los relatos sobre el origen del pueblo de Petlacala, al sureste del estado mexicano de Guerrero. 

## ElLienzo de Petlacalay María Nicolasa Jacinta
El pueblo de Petlacala se encuentra en el municipio de Tlapa de Comonfort, al oriente de Guerrero. Forma parte de la región de La Montaña guerrerense, una de cuyas características principales es la de albergar una importante proporción de población indígena perteneciente a los pueblos nahua, tlapaneco y mixteco. Los nahuas de Petlacala veneran un códice colonial llamado Lienzo de Petlacala en el que aparecen representados tres nobles indígenas sobre una iglesia que comparecen ante Carlos V. En el interior del templo se encuentra una indígena arrodillada a la que la tradición ha identificado con María Nicolasa Jacinta.
De acuerdo con la leyenda nahua, Carlos V y María Nicolasa Jacinta son los fundadores del pueblo de Petlacala y eso es lo que testifica el Lienzo de Petlacala. Siguiendo el relato, Carlos V habría venido a América y habría recorrido los linderos de Petlacala, delimitando el territorio de esta comunidad y también legitimando la propiedad de este territorio en favor de los indígenas. María Nicolasa Jacinta de este modo se convierte en un ancestro mítico de todos los petlacalquenses y como tal se le rinde culto a través de su supuesta representación en el Lienzo. El culto a María Nicolasa Jacinta también está relacionado con el culto a pequeños ídolos de origen prehispánico en la fecha de la festividad católica de San Marcos.